# Alfons Mańka
Alfons Mańka OMI (ur. 21 października 1917 w Lisowicach, zm. 21 stycznia 1941 w Mauthausen-Gusen) – polski kleryk nowicjusz ze Zgromadzenia Misjonarzy Oblatów Maryi Niepokalanej, ofiara niemieckiego terroru w okresie II wojny światowej, Sługa Boży Kościoła katolickiego, męczennik.
Pochodził z wielodzietnej rodziny kolejarskiej Piotra i Karoliny z d. Sojki i urodził się 21 października 1917 roku w Lisowicach. W 1934 roku wstąpił do Małego Seminarium Oblatów w Lublińcu i po zdaniu matury w 1937 roku rozpoczął nowicjat w klasztorze oblatów w Markowicach. W tym okresie jego wychowawcą był superior klasztoru, mistrz nowicjuszy ksiądz Józef Cebula. Pierwszą profesję zakonną złożył 8 września 1938 roku. Ukończywszy nowicjat rozpoczął studia filozoficzne w Krobi. Po wybuchu II wojny światowej kontynuował studia przygotowujące do realizacji powołania. Przebieg jego formacji duchowej ilustruje pozostawiony dziennik Recapitulatio diei, prowadzony w okresie od 15 września 1937 do 23 sierpnia 1938.
W czasie okupacji niemieckiej ziem polskich 4 maja 1940 roku uwięziony został przez Gestapo, wraz z piętnastu innymi współbraćmi i przewieziony do obozu przejściowego w Szczeglinie, skąd 9 maja trafił do niemieckiego obozu koncentracyjnego Dachau. Zarejestrowany pod numerem 9348 przebył  tzw. kwarantannę od 9 maja do 2 sierpnia 1940 roku. Przetransportowany został do obozu koncentracyjnego Gusen I, gdzie otrzymał numer obozowy 6665 i skierowany do pracy w kamieniołomach. Zmarł z wycieńczenia w styczniu 1941 roku.
Padł ofiarą niemieckiego programu Intelligenzaktion, mającego na celu eksterminację inteligencji polskiej.
Jest jednym z 122 Sług Bożych wobec których 17 września 2003 rozpoczął się proces beatyfikacyjny drugiej grupy polskich męczenników z okresu II wojny światowej.